# 102-га військова база (РФ)

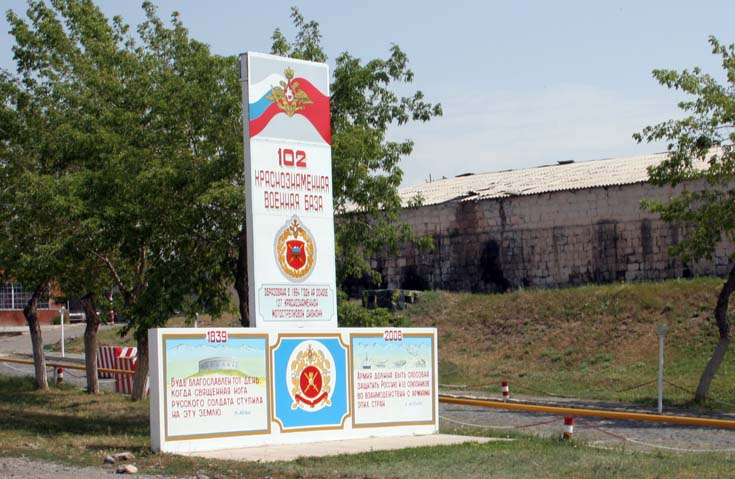
Російська військова база у Вірменії

102-га російська військова база (102 ВБ, в/ч п.п. 04436) — найбільший російський військовий об'єкт на Південному Кавказі. База розташована у Вірменії в місті Ґюмрі, за 126 кілометрів на північ від Єревану.

## Історія
База в Ґюмрі була заснована в 1995 році за угодою урядів Росії та Вірменії. На базі була розквартирована 164-я мотострілецька дивізія, сформована з частин, що стояли ще у Вірменській РСР, які залишилися після виведення військових з'єднань Червонопрапорного Закавказького військового округу (серед яких виділялася 127-я мотострілецька дивізія). Договір про функціонування бази був укладений терміном на 25 років, і був продовжений до 49 років перебування (до 2044 року) в ході візиту президента РФ Медведєва до Вірменії в 2010 році.
102-га російська військова база несе бойове чергування в рамках Об'єднаної системи ППО СНД. База підпорядкована Групі російських військ у Закавказзі Південного військового округу Російської Федерації. База оснащена зенітно-ракетними комплексами С-300 і винищувачами МіГ-29. Чисельність особового складу бази — близько 5 тисяч чоловік (з них 2500 росіян і 2000 вірменів).
Унікальність бази у Ґюмрі полягає в тому, що за утримання бази Росії не доводиться платити ні рубля: не Росія платить за базу Вірменії, а Вірменія Росії. Російська присутність є для Єревану єдиною гарантією від турецького військового втручання у проблему Нагірного Карабаху. Як пояснив міністр закордонних справ РФ Сергій Лавров, питання, за які будуть відповідати російські військовослужбовці, стосуються території Вірменії, тобто у разі будь-якої зовнішньої загрози Вірменії це буде розглядатися як зовнішня загроза для Росії.
Після ліквідації бази у грузинському місті Ахалкалакі у Ґюмрі були передислоковані російські війська з Грузії. 102-я база є на сьогодні найбільшим російським військовим об'єктом в Закавказькому регіоні, туди ж в 2007 році був переведений з Грузії штаб Групи російських військ у Закавказзі.
Постачання російської бази в Ґюмрі після російсько-грузинської війни 2008 року йшло виключно через повітря. Парламент Грузії 20 квітня 2011 року ухвалив одностайне рішення про анулювання угоди з Росією про транзит військових вантажів і персоналу через грузинську територію на військову базу Ґюмрі у Вірменії. Після цього рішення Грузії у Росії для забезпечення бази лишається альтернативний маршрут через Іран: коридор через Каспій, порт Ензелі до вірменського Мегрі.

## Масове вбивство в Ґюмрі
12 січня 2015 року російський військовослужбовець розстріляв вірменську сім'ю з шістьох людей. Не зважаючи на заяви, що владі Вірменії надано максимальне сприяння для того, щоби притягти винуватців трагедії до «якнайсуворішої відповідальності», РФ не стала передавати Вірменії затриманого. Згодом число жертв зросло до семи.
13 січня група громадян Вірменії провела мітинг біля посольства РФ в Єревані. За інформацією, отриманою від сайту ekhokavkaza.com, протестувальники вимагали виведення російської військової бази з території країни і відкликання посла Росії в Вірменії. Протестна хода пройшла також в Гюмрі.
14 січня тисячі демонстрантів прорвалися до російської бази в Гюмрі і зажадали видачі російського солдата вірменським правоохоронним органам. Пройшов також багатолюдний протест біля резиденції президента Вірменії Сержа Саргсяна в Єревані.
15 січня в Єревані перед посольством РФ під час мітингу мали місце зіткнення, учасники протесту вступили бійку з поліцією, яка завадила їм спалити російський прапор перед посольством Росії в Єревані.

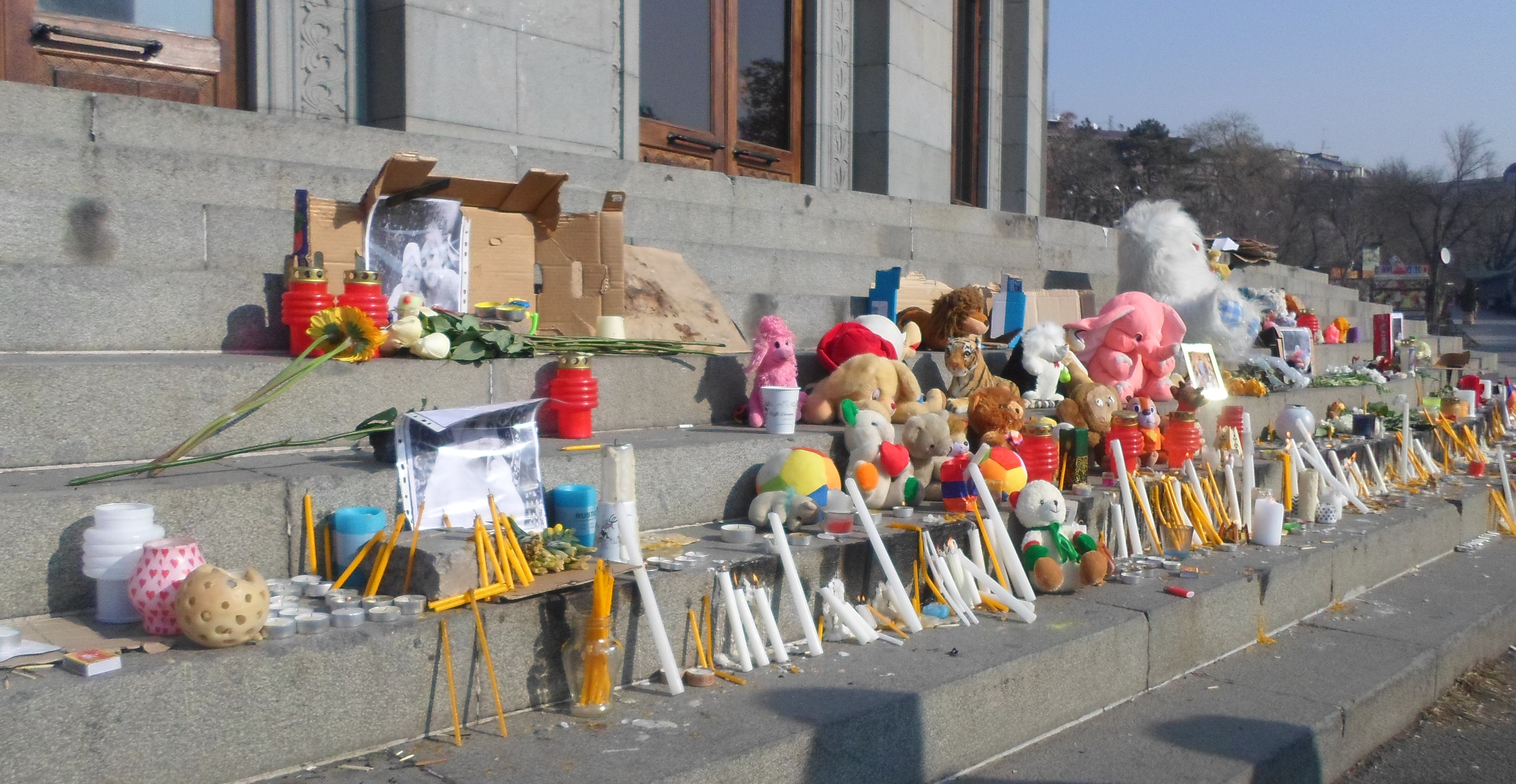
20 січня жителі Єревана несуть на Площу Свободи свічки, іграшки та квіти, в пам'ять про 6-місячного Серьожі Аветісяну.

В той же день ввечері в Гюмрі проходили масові протести

## Війна на сході України
Військовослужбовці 102-ї військової бази були помічені на сході України. Так, наприклад, Рузиньский Андрій Юрійович, під псевдонімом Нєфьодов служив командиром 2 окремої мотострілецької бригади 2 АК Центру територіальних військ Південного військового округу ЗС РФ. Попереднім місцем служби полковника Рузинського А. Ю. був контингент ЗС РФ на території Вірменії (м. Гюмрі). Перебуваючи на посаді командира 102 військової бази ЗС РФ (Гюмрі) Рузинський А. Ю. провокував загострення азербайджано-вірменського конфлікту, заявляв про необхідність силового вирішення Нагірно-Карабаського конфлікту та, зокрема, був особисто причетний до ситуації із розстрілом військовослужбовцями його частини вірменської родини.